# Chiềng Lao
Chiềng Lao là một xã thuộc huyện Mường La, tỉnh Sơn La, Việt Nam.
Xã Chiềng Lao có diện tích 128,79 km², dân số năm 1999 là 7124 người, mật độ dân số đạt 55 người/km².